# Jonas Narmontas
Jonas Narmontas, född den 14 september 1960 i Sriauptai i Litauiska SSR, Sovjetunionen, är en sovjetisk roddare.
Han tog OS-brons i åtta med styrman i samband med de olympiska roddtävlingarna 1980 i Moskva.